# Klemens Janusz Wróblewski
Klemens Janusz Wróblewski (ur. 1935, zm. 19 czerwca 2022) – polski profesor.

## Biografia
Ukończył Politechnikę Warszawską, Wydział Mechaniczny Technologiczny w roku 1965. Był naukowym wychowankiem prof. Seweryna Chajtmana. Tytuł profesora uzyskał 18 października 1995 r. Specjalizował się w zagadnieniach organizacji i zarządzania w przemyśle.
Początkowo pracował w macierzystej uczelni w Instytucie Organizacji Zarządzania, a następnie w Wyższej Szkole Inżynierskiej w Radomiu (potem awansowanej na Politechnikę Radomską, obecnie Uniwersytet Radomski) na Wydziale Mechanicznym kolejno w Instytucie Budowy Maszyn oraz Instytucie Eksploatacji Pojazdów i Maszyn. Był prorektorem tej uczelni w kadencji 1987–1990.
Równocześnie w różnych okresach wykładał w uczelniach:
- Szkoła Główna Gospodarstwa Wiejskiego w Warszawie; Wydział Technologii Drewna; Katedra Technologii, Organizacji i Zarządzania w Przemyśle Drzewnym;
- Wyższa Szkoła Handlowa im. Bolesława Markowskiego w Kielcach; Wydział Ekonomiczno-Techniczny oraz Wydział Nauk Technicznych;
- Wyższa Szkoła Biznesu i Administracji w Łukowie;
- Warszawska Szkoła Wyższa w Otwocku.

Odznaczony Medalem im. Kazimierza Pułaskiego Politechniki Radomskiej przez jej Senat w roku akademickim 1996/97.
Zmarł 19 czerwca 2022 roku, jest pochowany na Cmentarzu Katedralnym w Łowiczu ul. Blich 3.

## Stanowiska
- prorektor Wyższej Szkoły Inżynierskiej (1987-1990)
- doradca prezydenta miasta Radomia (2002-2006)

## Nagrody, wyróżnienia, odznaczenia
- Medal im. Kazimierza Pułaskiego Politechniki Radomskiej (1996/1997)

## Wybrane publikacje
- S. Lis, D. Niziałek, Organizacja podstawowych procesów produkcyjnych i sterowanie produkcją, Oficyna Wydawnicza Politechniki Warszawskiej 1987
- Podstawy sterowania przepływem produkcji, WNT 1993